# Dunabogdány

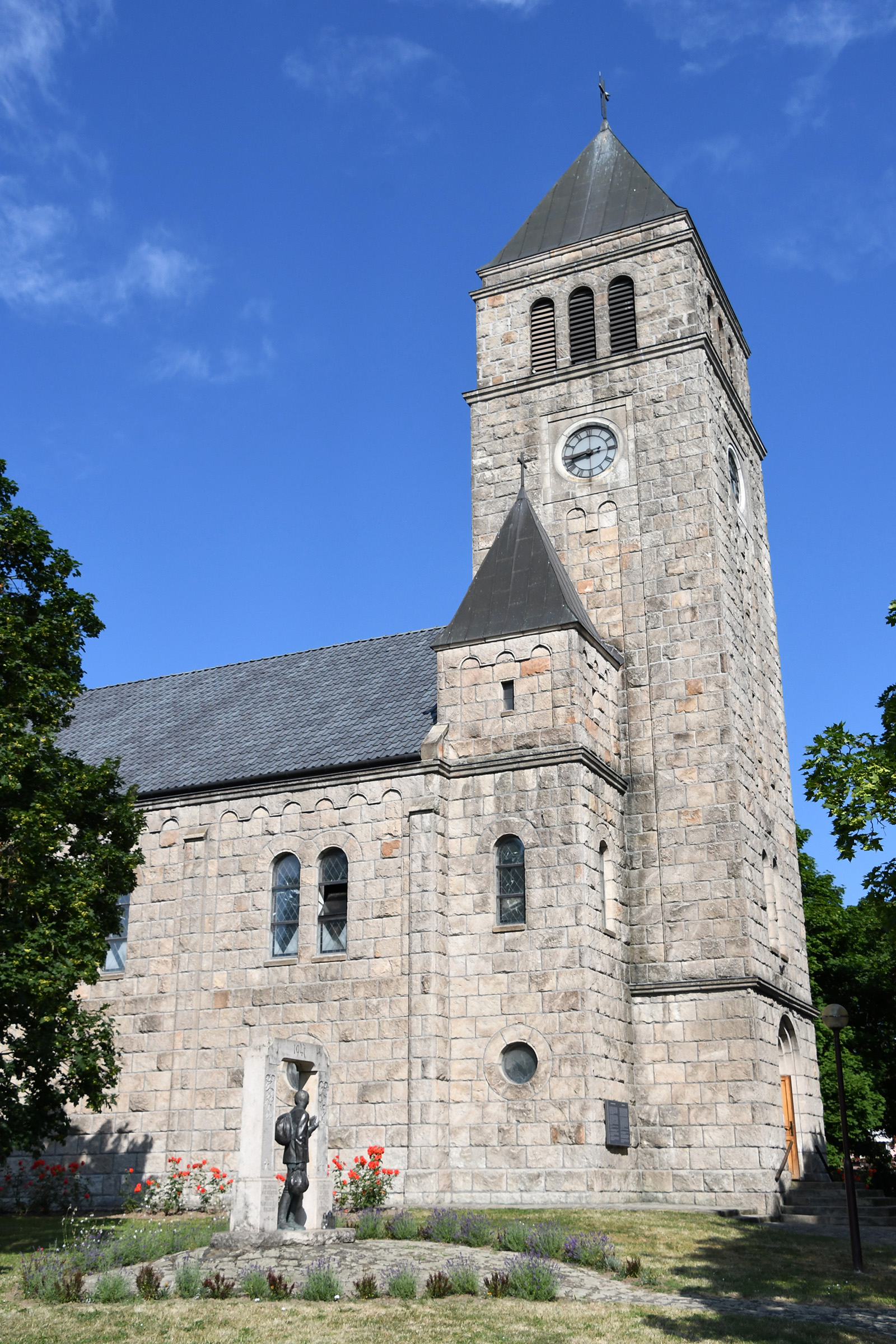
Röm-kath. KircheNepomuki Szent János

Dunabogdány ist eine ungarische Gemeinde im Kreis Szentendre im Komitat Pest.

## Geografische Lage
Dunabogdány liegt 14 Kilometer nördlich der Kreisstadt Szentendre am rechten Ufer des Flusses Szentendrei-Duna, der ein Seitenarm der Donau ist. Die höchste Erhebung auf dem Gemeindegebiet ist der 593 Meter hohe südwestlich gelegene Berg Urak asztala. Nachbargemeinden sind Visegrád, Pilisszentlászló, Kisoroszi und  Tahitótfalu.

## Geschichte

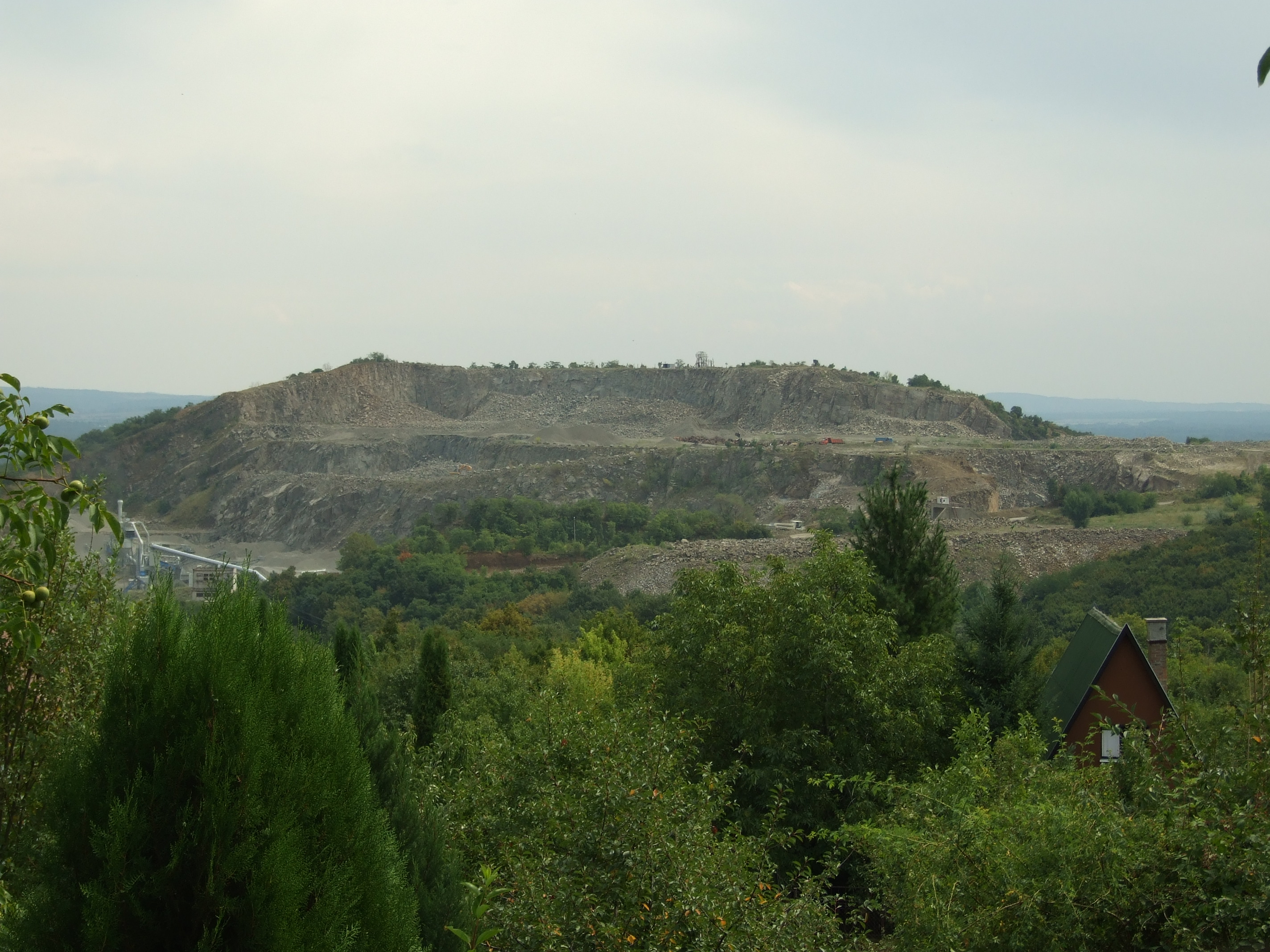
Steinbruch bei Dunabogdány

Nach archäologischen Ausgrabungen ist das Gemeindegebiet bereits in der Kupferzeit bewohnt gewesen. Im Umfeld des Kastell Dunabogdány (Castellum cipri in antiker Zeit) waren über die Jahrhunderte mehrere verschiedene römische Truppenverbände und -gattungen stationiert.
Die erste urkundliche Erwähnung, als Bogud, rührt von 1285, im 14. Jahrhundert wurde das Dorf als Bogdanryw erwähnt. Nach der türkischen Herrschaft war Dunabogdány Besitz der Familie Zichy, 1767 gab diese das Dorf in den Kronbesitz ab. Zu Beginn des 18. Jahrhunderts kam es zur Einwanderung von Deutschen, im Jahre 1724 siedelten sich etwa 300 katholische Schwaben in dem Bereich an, 1767 kamen weitere Zuzügler in Dunabodány an. Das 1781 erlassene Toleranzpatent von Joseph II. sorgte für einen innerkonfessionellen Ausgleich zwischen der katholischen Mehrheit und den Reformierten. In der Folge wurde eine eigenständige evangelische Kirche errichtet.
1812 lebten bereits knapp 2000 Einwohner in der Gemeinde, die mehrfach, so auch 1838, von Hochwasser- und Brandkatastrophen betroffen war.  Mitte des 19. Jahrhunderts wurde auf dem Csódi im dortigen Andesitvorkommen ein erster Steinbruch eröffnet, der Steingewinnung und  Steinbearbeitung zur Haupteinnahmequelle werden ließ. Die handwerkliche Tradition bildet sich ebenso bei Fassaden und architektonischen Elementen ab. In den Steinbrüchen wurden unter anderem Pflastersteine und Wasserbaubruchsteine für die Donauregulierung abgebaut, in kleinerem Umfang wurden Tischplatten, Grab- und Grenzsteine sowie Treppenstufen hergestellt.

## Selbstverständnis und Rolle der Donauschwaben
Györgyi Bindorffer machte die Gemeinde zum Gegenstand einer Untersuchung zum spezifischen historischen Bewusstsein der donauschwäbischen Minderheit in Ungarn, nach ihm zunächst eine Doppelkonstruktion, in der sowohl die schwäbische als auch die ungarische Identität Platz hatte.
Dies kam im Laufe des Zweiten Weltkriegs aufgrund der volksdeutschen Ideologie, des Pangermanismus, der Volksbundbewegung und deren Konsequenzen zum Bruch. Die Organisierung des pronationalsozialistisch ausgerichteten Volksbunds der Deutschen in Ungarn begann mit der in Wien im Jahre 1940 abgeschlossenen Vereinbarung zum Schutz der deutschen Minderheit. Die Vereinigung dehnte sich aber nicht auf das ganze Ungarndeutschtum aus, sie erfasste nur einen Teil, der sich in der Folge nicht mehr zu den Magyaren zählte.
In Ungarn war der Widerstand der deutschen Minderheit gegen die Vertreibung stärker als in anderen Ländern Osteuropas, es kam auch zu Unterstützung der Vertriebenen durch Magyaren. Die Vertreibung zwischen 1945 und 1947 erfasste in Dunabogdány knapp 900 Personen, so gut wie jede schwäbische Familie war betroffen, teilweise erfolgten Vertreibungen mit einer Vorwarnzeit von nur zwei Stunden. Aufgrund der chaotischen Organisation, widersprüchlichen und wechselnder Kriterien der Staatsmacht bei den Ausweisungen und Verzögerungen in der Aufnahme der Vertriebenen in der amerikanischen Besatzungszone kam es nicht zu einer vollständigen Vertreibung. Zudem kauften sich wohlhabendere Siedler auch über Bestechung frei und konnten so bleiben.
Das Jahr 1946 war zudem von Ausschreitungen von Ungarn an überlebenden Juden gekennzeichnet, regelrechte Pogrome fanden neben den Orten Kunmadaras und Miskolc auch in Dunabogdány statt.
Die verbliebenen Donauschwaben waren gezwungen, zusammenzuziehen und erhebliche Anteile und Eigentum an aus der Slowakei vertriebene Ungarn abzugeben. Das gemeinsame Schicksal, ein regelrechter Hass gegen die Siedler genannten slowakischen Ungarn verstärkte die ethnische Identität der Verbliebenen, die Dorfgemeinschaft blieb lange gespalten, was sich auch in den Kirchengemeinden abbildete und bis in die 50er Jahre sehr heftig nachwirkte. Der Widerstand gegen die Landreform wie die innenpolitischen Spannungen verminderten die Spaltung. Trotz einer Reduktion der Deutschsprecher ist die ethnische (Selbst)Zuordnung nach wie vor von Belang.

## Gegenwart

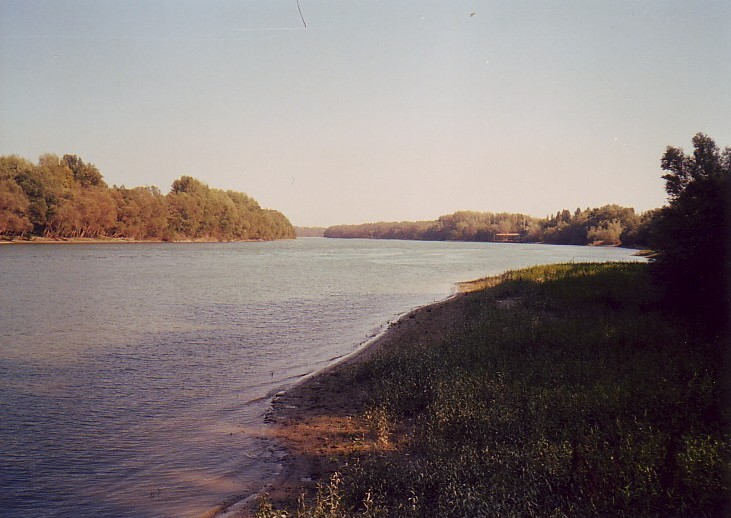
Abendstimmung an der Donau bei Dunabogdány

Dunabogdány hat ein reiches Musik- und Vereinsleben. Veranstaltungsorte sind unter anderem die beiden Kirchen, ein weltliches Gemeindezentrum, ein Fußballplatz, das nahegelegene Donauufer, der Kindergarten und die Grundschule und Musikschule. Neben der überkommenen Tradition der Blasmusik sind auch ein Streichorchester, Popmusikbands und ein Kirchenchor aktiv. Der Ort ist seit 1990 Partnergemeinde des württembergischen Leutenbach, welche selbst viele ehemalige Einwohner des im Banat gelegenen Rudolfsgnad nach Vertreibung und Flucht aufgenommen hatte.